# Glaresis kocheri
Glaresis kocheri är en skalbaggsart som beskrevs av Rudolph Petrovitz 1968. Glaresis kocheri ingår i släktet Glaresis och familjen Glaresidae. Inga underarter finns listade i Catalogue of Life.